# Yaka, Başmakçı
Yaka là một thị trấn thuộc huyện Başmakçı, tỉnh Afyonkarahisar, Thổ Nhĩ Kỳ. Dân số thời điểm năm 2011 là 784 người.